# Тагу
Та́гу (ест. Tahu küla, швед. Skåtanäs) — село в Естонії, у волості Ляене-Ніґула повіту Ляенемаа.

## Населення
Чисельність населення на 31 грудня 2011 року становила 26 осіб.

## Географія
Село розташоване на березі бухти Тагу в затоці Гаапсалу (Haapsalu laht) на відстані 5 км на південний схід від Пюрксі.

## Історія
З 1998 року для села затверджена друга офіційна назва шведською мовою — Skåtanäs.
До 21 жовтня 2017 року село входило до складу волості Ноароотсі.